# MIL-STD-810

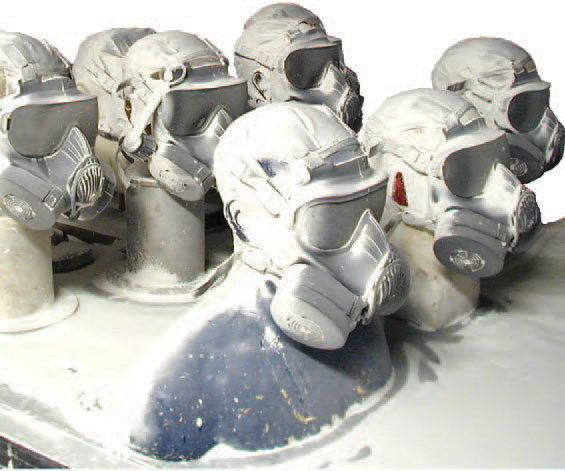
Gesichtsmasken in einer Testkammer und Durchführung einer Testmethode

Der MIL-STD-810 ist eine US-amerikanische technische Militärnorm, die Umwelt-Testbedingungen für militärische Ausrüstung spezifiziert. Dies besagt auch der Untertitel der Norm, Environmental Engineering Considerations and Laboratory Tests.
Die aktuelle Version dieser Norm ist MIL-STD-810H vom 31. Januar 2019. Sie löst damit die Version MIL-STD-810G w/Change 1 von April 2014 ab.

## Testmethoden
Die Norm definiert Tests für die Verträglichkeit von Ausrüstung und Geräten mit extremen Temperaturen und Luftdrücken, Sonneneinstrahlung, Feuchtigkeit, Chemikalien, Beschleunigungskräften und Vibrationen, z. B. in großen Höhen und im Zusammenhang mit Schusswaffengebrauch. Die einzelnen Testmethoden sind in einzelnen Kapiteln zusammengefasst, beispielsweise umfasst die MIL-STD-810G folgende Testmethoden (nicht vollständige Auflistung):
| Testmethode | Inhalt                                                                                        | Originalbezeichnung (englisch)                 |
| ----------- | --------------------------------------------------------------------------------------------- | ---------------------------------------------- |
| 500.6       | Niedriger Luftdruck in großer Höhe                                                            | Low Pressure (Altitude)                        |
| 501.5       | Hochtemperatur                                                                                | High Temperature                               |
| 502.5       | Tieftemperatur                                                                                | Low Temperature                                |
| 503.5       | Temperaturschock                                                                              | Temperature Shock                              |
| 504.1       | Kontaminierung durch Flüssigkeiten                                                            | Contamination by Fluids                        |
| 505.5       | Solare Einstrahlung                                                                           | Solar Radiation (Sunshine)                     |
| 506.5       | Regen                                                                                         | Rain                                           |
| 507.5       | Luftfeuchtigkeit                                                                              | Humidity                                       |
| 508.6       | Pilzbefall                                                                                    | Fungus                                         |
| 509.5       | Salznebel                                                                                     | Salt Fog                                       |
| 510.5       | Sand und Staub                                                                                | Sand and Dust                                  |
| 511.5       | Explosive Atmosphäre                                                                          | Explosive Atmosphere                           |
| 512.5       | Untertauchen                                                                                  | Immersion                                      |
| 513.6       | Beschleunigung                                                                                | Acceleration                                   |
| 514.6       | Vibrationen                                                                                   | Vibration                                      |
| 515.6       | Akustischer Lärm                                                                              | Acoustic Noise                                 |
| 516.6       | Mechanischer Schock                                                                           | Shock                                          |
| 517.1       | Brandschock                                                                                   | Pyroshock                                      |
| 518.1       | Ätzende Atmosphäre                                                                            | Acidic Atmosphere                              |
| 519.6       | Schock durch Geschützfeuer                                                                    | Gunfire Shock                                  |
| 520.3       | Temperatur, Luftfeuchtigkeit, Vibration und niedriger Luftdruck in großer Höhe in Kombination | Temperature, Humidity, Vibration, and Altitude |
| 521.3       | Gefrierender Regen                                                                            | Icing/Freezing Rain                            |
| 522.1       | Ballistischer Schock                                                                          | Ballistic Shock                                |

Darüber hinausgehend umfasst die Spezifikation auch sehr spezielle Testmethoden und Parameter, wie beispielsweise Erschütterungstests und Vibrationen, die fahrende Eisenbahnen, LKWs oder Panzer bei Geländefahrten umfassen.

## Einschränkungen
Die Norm als solche schreibt Herstellern von Ausrüstung nicht vor, dass die in ihr definierten Tests tatsächlich durchgeführt werden und dass das Testobjekt diese auch bestehen muss. Dies wird nicht in der Norm, sondern in den jeweiligen Vertragsbestimmungen zwischen Herstellern/Lieferanten und Abnehmern geregelt.
Der Hinweis auf die Norm oder Prüfungen nach der Norm in Herstellerangaben oder Werbung besagt also nicht, dass der betreffende Gegenstand gemäß allen Teilen der Norm geprüft wurde und diese Prüfungen bestanden hat. Das gilt insbesondere, wenn Hersteller ziviler Geräte mit Prüfungen nach dieser Norm werben. Welche Prüfungen und Teil der Norm tatsächlich durchgeführt und bestanden wurden, ist Sache des Herstellers.